# Punta del Pouet
La Punta del Pouet és una muntanya de 654 metres que es troba entre els municipis de Cervià de les Garrigues i de les Borges Blanques, a la comarca catalana de les Garrigues. Al cim podem trobar-hi un vèrtex geodèsic (referència 258123001).